# Али-паша (правитель Ирака)
Али-паша или Хафиз Али (груз. ალი ფაშა; ум. 1807) — правитель Ирака (1802—1807) из мамлюкской династии.

## Биография
После смерти Сулеймана-паши Великого в 1802 году началась борьба за власть в Ираке. В результате победу одержал Али-паша, который тоже происходил из мамлюков.
Под предводительством Али-паши иракским мамлюкам в 1803 и 1806 годах удалось отразить вторжение аравийских ваххабитов в Эн-Наджаф и Эль-Хилл.
В 1807 году Али-паша был убит, а власть в Ираке унаследовал его племянник Сулейман-паша (получивший прозвище «Маленький»).